# Bọ rùa
Bọ rùa là một họ trong bộ cánh cứng (Coleoptera) thuộc lớp sâu bọ (Insecta). Danh pháp hai phần của họ này là Coccinellidae do Pierre André Latreille đặt ra vào năm 1807. Bọ rùa gồm tới trên 6000 loài khác nhau đã được mô tả, phân bố rộng khắp trên toàn thế giới, đặc biệt phong phú ở vùng nhiệt đới, trong đó có Việt Nam.
Thuật ngữ "coccinellidae" có nguồn gốc từ tiếng Latin coccineus có nghĩa là "đỏ tươi". Hậu tố (đuôi tên) -lidae thường dùng trong phân loại cấp họ.
Bọ rùa có hình thái đặc trưng là hình bán cầu trông giống như một con rùa tý hon, đường kính chỉ khoảng 5–6 mm, với đầy đủ đặc điểm của loài cánh cứng thuộc lớp sâu bọ (hình 1). Bọ rùa thường có màu sặc sỡ nổi bật là đỏ (vì thế mới gọi là coccineus), cam hoặc vàng với các đốm xẫm màu trên mặt lưng của cánh.

Bọ rùa là nhóm côn trùng đa thực, ăn được nhiều loại thức ăn khác nhau. Về mặt này, người ta chia chúng thành hai nhóm là bọ rùa ăn thịt và bọ rùa ăn thực vật. Bọ rùa ăn thực vật là nhóm phá hoại cây trồng khá nhiều ở Việt Nam. Tuy nhiên, bọ rùa ăn thịt lại được coi là "bạn của nhà nông" bởi thức ăn của chúng là các loài sâu bọ kí sinh gồm rệp vừng (Aphidae) và rệp sáp.. Bọ rùa ăn thịt có quá trình biến thái hoàn toàn, nhưng cả sâu non (giai đoạn ấu trùng) và trưởng thành đều chỉ ăn thịt, do đó một con bọ rùa ở bất kỳ giai đoạn nào nói trên đều cũng tiêu diệt được rệp cây. Một bọ trưởng thành mỗi ngày có thể ăn được đến hơn 100 con rệp cây. Do đó, người ta đã nuôi các loài bọ rùa thuộc nhóm này trên quy mô lớn để tiêu diệt rệp cây rất hiệu quả và không gây ô nhiễm môi trường và đảm bảo thực phẩm sạch trong trồng cam, trồng các loài cải quy mô lớn.

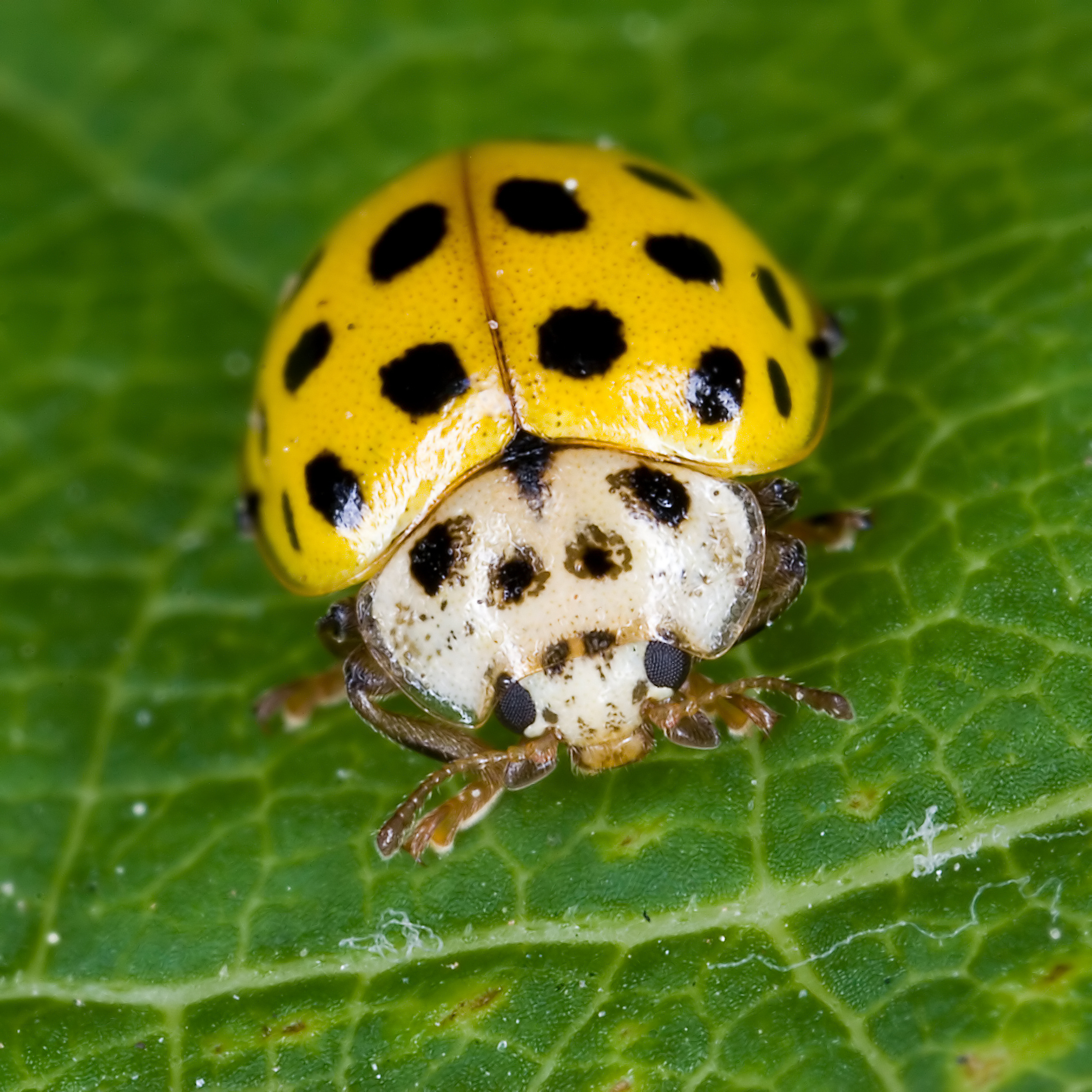
Psyllobora vigintiduopunctata

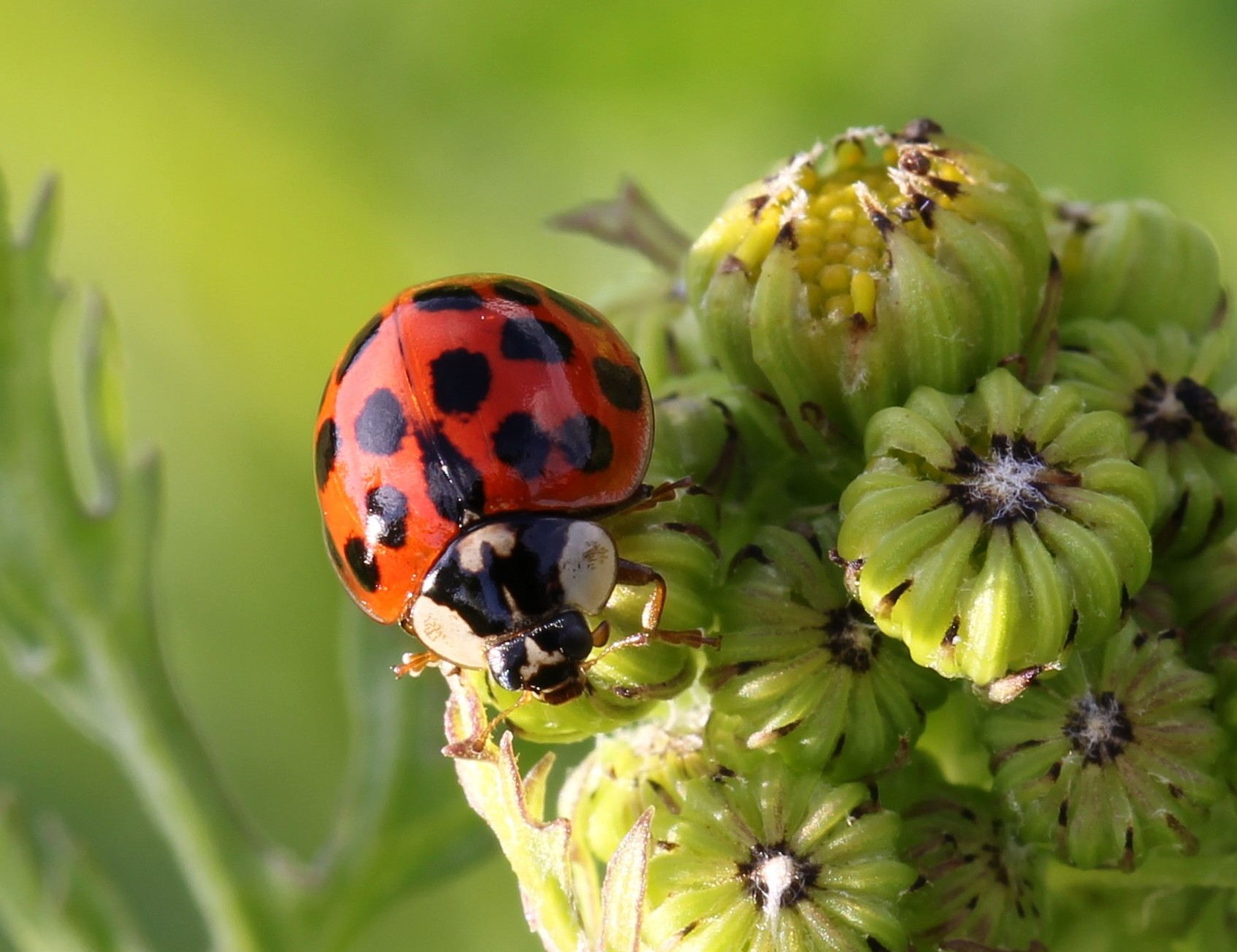
Bọ cánh cam Harmonia axyridis

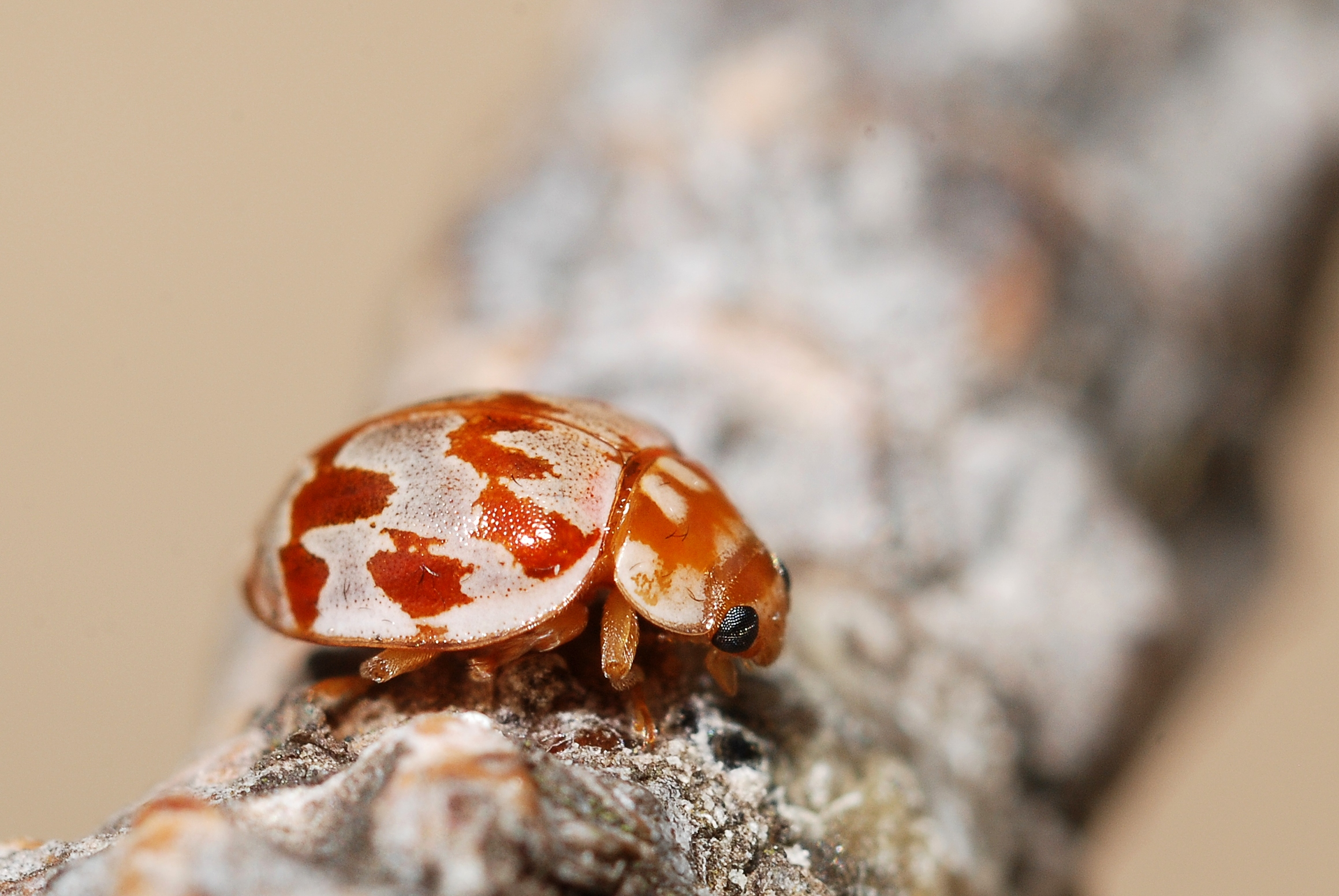
Myrrha octodecimguttata

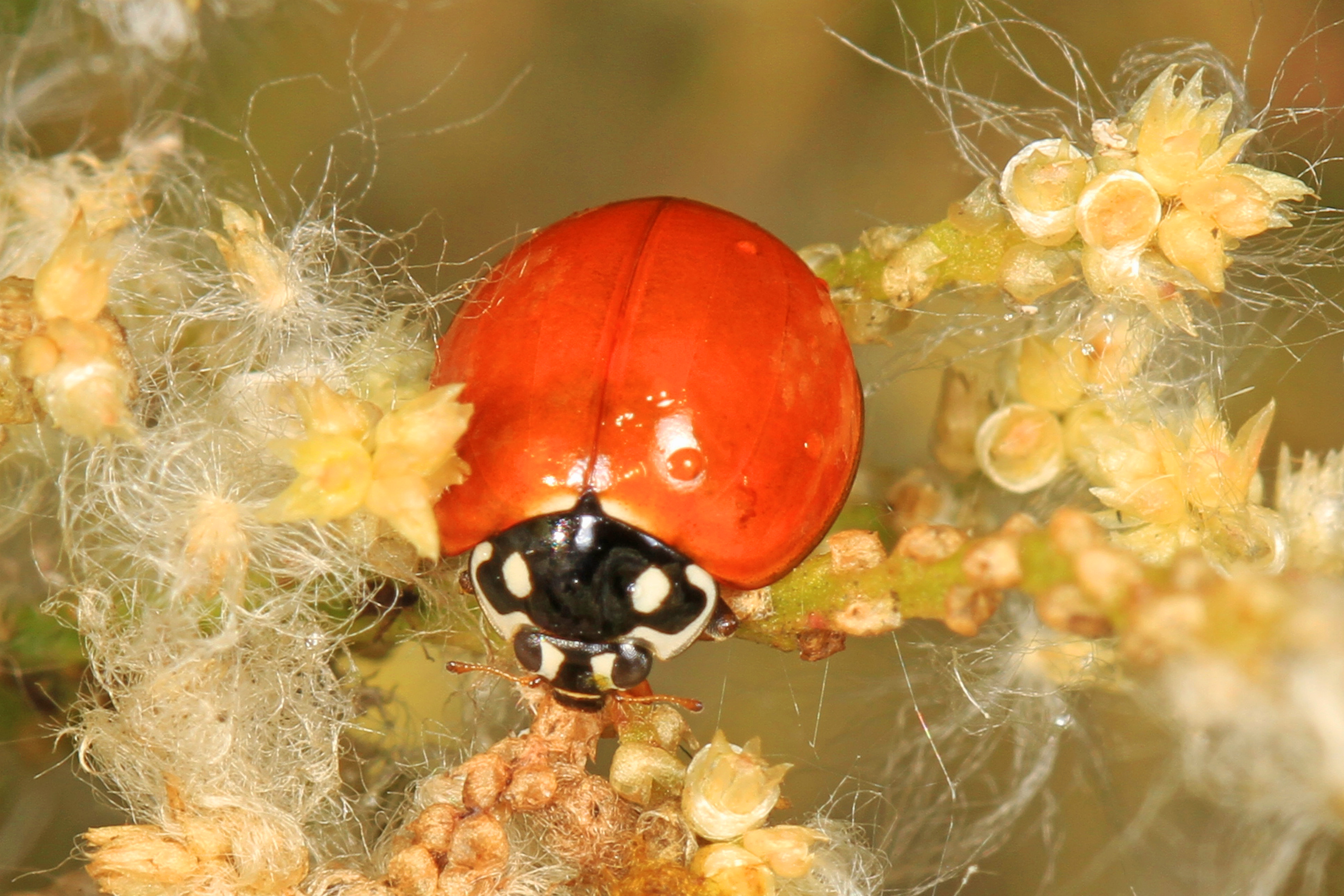
Cycloneda sanguinea

Bọ rùa sống nhiều ở vùng ôn đới, đặc biệt là châu Âu. Vào mùa xuân, rệp vừng từ trứng nở ra, bọ rùa cũng "thức giấc" sau kì trú đông, vì thế chúng có đủ lượng thức ăn dồi dào. Vì chúng phổ biến ở châu Âu, là sinh vật hữu ích, lại có vẻ ngoài đặc biệt, nên hình ảnh bọ rùa xuất hiện rất nhiều trong các chương trình giáo dục và giải trí, đặc biệt là truyền hình và internet. Hình ảnh bọ rùa dễ tìm, dễ vẽ nên một số nước ở vùng nhiệt đới tuy chẳng có bọ rùa cũng vẫn cứ sử dụng hình ảnh của bọ rùa vào chương trình giáo dục trẻ mầm non.

## Sinh sản
Bọ rùa cái đẻ trứng ở mặt sau lá cây. Trứng hình bầu dục màu vàng, dài khoảng 1 đến 1,5 mm và bám chặt ở mặt ngoài lá cây. Một bọ rùa đẻ 10-20 trứng một lần, một đời có thể đẻ đến mấy ngàn trứng.

## Sinh trưởng
Trứng sau 1-2 tuần sẽ nở ra ấu trùng. Vừa nở, ấu trùng đã ăn ngay vỏ trứng và các trứng khác không nở được. Sau đó, nó đi tìm các con rệp vừng để ăn. Ấu trùng này mình đầy lông lá, một ngày ăn khoảng 10 con rệp, càng lớn nó càng ăn nhiều. Qua ba lần lột xác và hoá nhộng, trong khoảng 1-2 tháng là thành trùng. Trong thời gian này, tối thiểu nó ăn tới hơn 1000 con rệp.

## Đa dạng
Trên thế giới có đến 5.000 loài bọ rùa đã được miêu tả. Bọ rùa nói chung là những động vật ăn thịt đối với các côn trùng thuộc bộ Hemiptera, như rệp và các côn trùng có vảy, mặc dù các thành viên của phân họ Epilachninae là động vật ăn cỏ, và chúng cũng có thể là dịch hại trong nông nghiệp (ví dụ bọ đậu Mexico). Chúng cũng ăn một số loại cây trồng và thực vật khác khi không có các loại thức ăn khác, làm cho chúng có thể trở thành dịch hại đối với nông dân và những người làm vườn.

## Sinh vật có ích
Người ta sử dụng bọ rùa làm thiên địch để phòng trị côn trùng có hại, nó rất có hiệu quả trong việc diệt rệp cây. Nếu phát hiện rệp vừng trên cây thì nên đi tìm vài con bọ rùa (1 con cũng được, tốt nhất là những con trú đông vừa thức dậy) đem về rồi đặt lên. Một lúc sau, bọ rùa sẽ đánh chén sạch sẽ lũ rệp vừng. Tuy nhiên, có một số loại bọ rùa có số chấm lớn hơn 28 lại có hại với cây cối, chúng ăn lá cây, phá hoại mùa màng.